# Scaphandre rigide

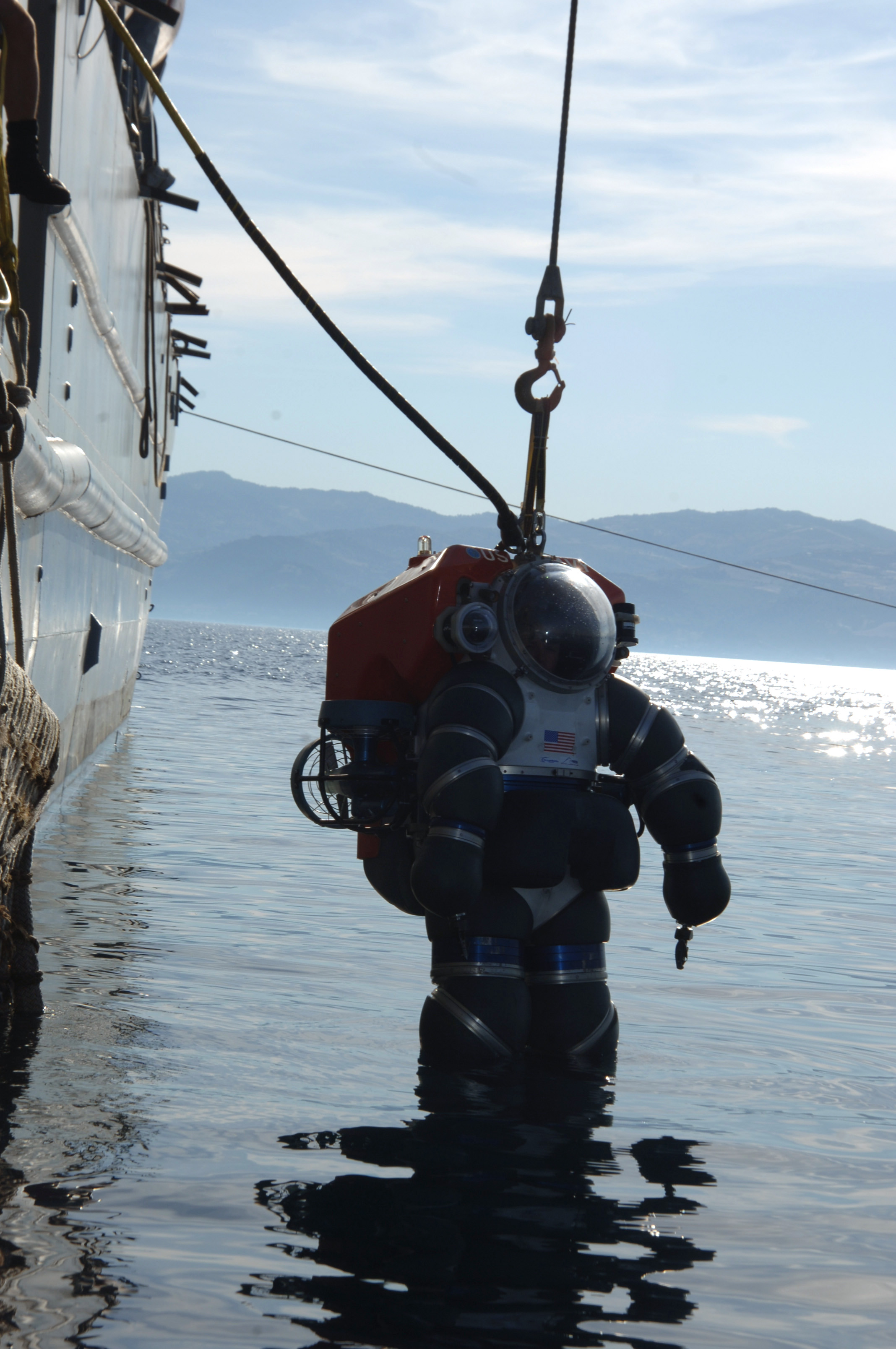
Le scaphandrier civil Nate Kibbler est descendu dans l'eau par la marine de guerre des États-Unis dans un scaphandre ADS 2000.

Les scaphandres rigides, aussi appelés scaphandres atmosphériques, sont une catégorie de scaphandres à casque. Ces derniers sont généralement souples et font subir au plongeur qui les utilise toute la pression environnante de la profondeur à laquelle il se trouve. Les scaphandres rigides, par contre, sont constitués de parties rigides reliées entre elles par un ensemble de joints étanches, à la manière d'une armure. Ces scaphandres sont destinés à explorer les grandes profondeurs marines et sont conçus pour résister à de gigantesques pressions, afin de protéger le scaphandrier qui les utilise. Un système intégré dans le scaphandre maintient artificiellement l'air ou le mélange de gaz intérieur à une pression interne semblable à la pression atmosphérique de la surface.

## Historique
Un record de profondeur a été établi le 1er août 2006 lorsque Daniel Jackson, scaphandrier de la marine américaine, équipé d'un nouveau modèle de scaphandre rigide, l'ADS (Atmospheric Diving System), fit une plongée suspendu à un bout à 609,6 mètres de profondeur au large de la Californie. L’ADS est basé sur le scaphandre Hardsuit 2000 de la société OceanWorks, lui-même directement dérivé du modèle Newtsuit.
L'utilisation de scaphandres rigides est donc toujours d'actualité mais, depuis les années 1980, les ROV, sondes sous-marines téléguidées, sont capables de remplir quasiment les mêmes tâches qu'un plongeur en scaphandre rigide, avec l'avantage d'éliminer les risques d'accident pour la personne humaine.

Quelques exemples de scaphandre rigide, au cours de l'histoire
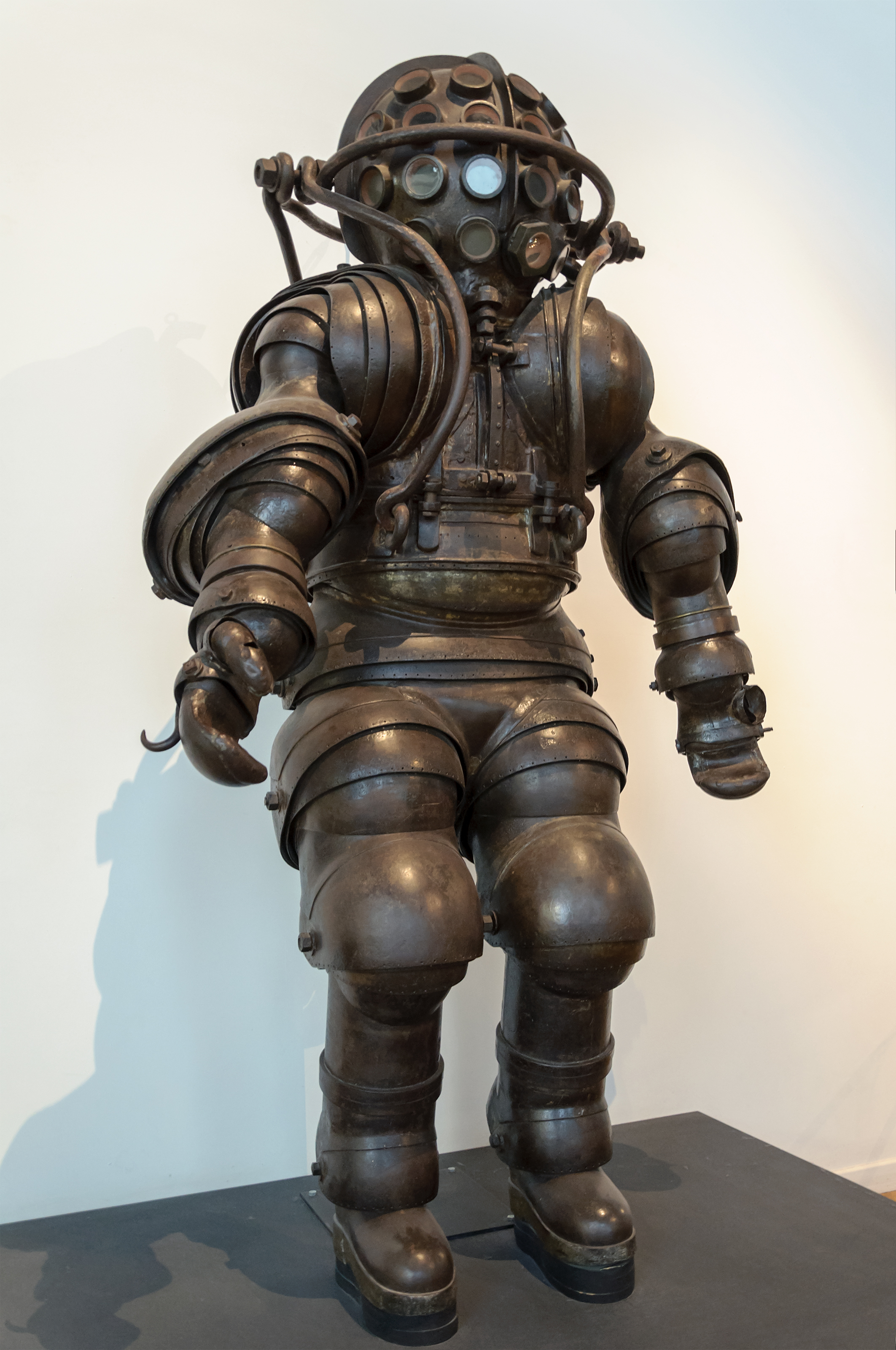
Le scaphandre d'Alphonse et de Théodore Carmagnolle, première tentative de scaphandre rigide anthropomorphe (Musée national de la Marine, Paris).
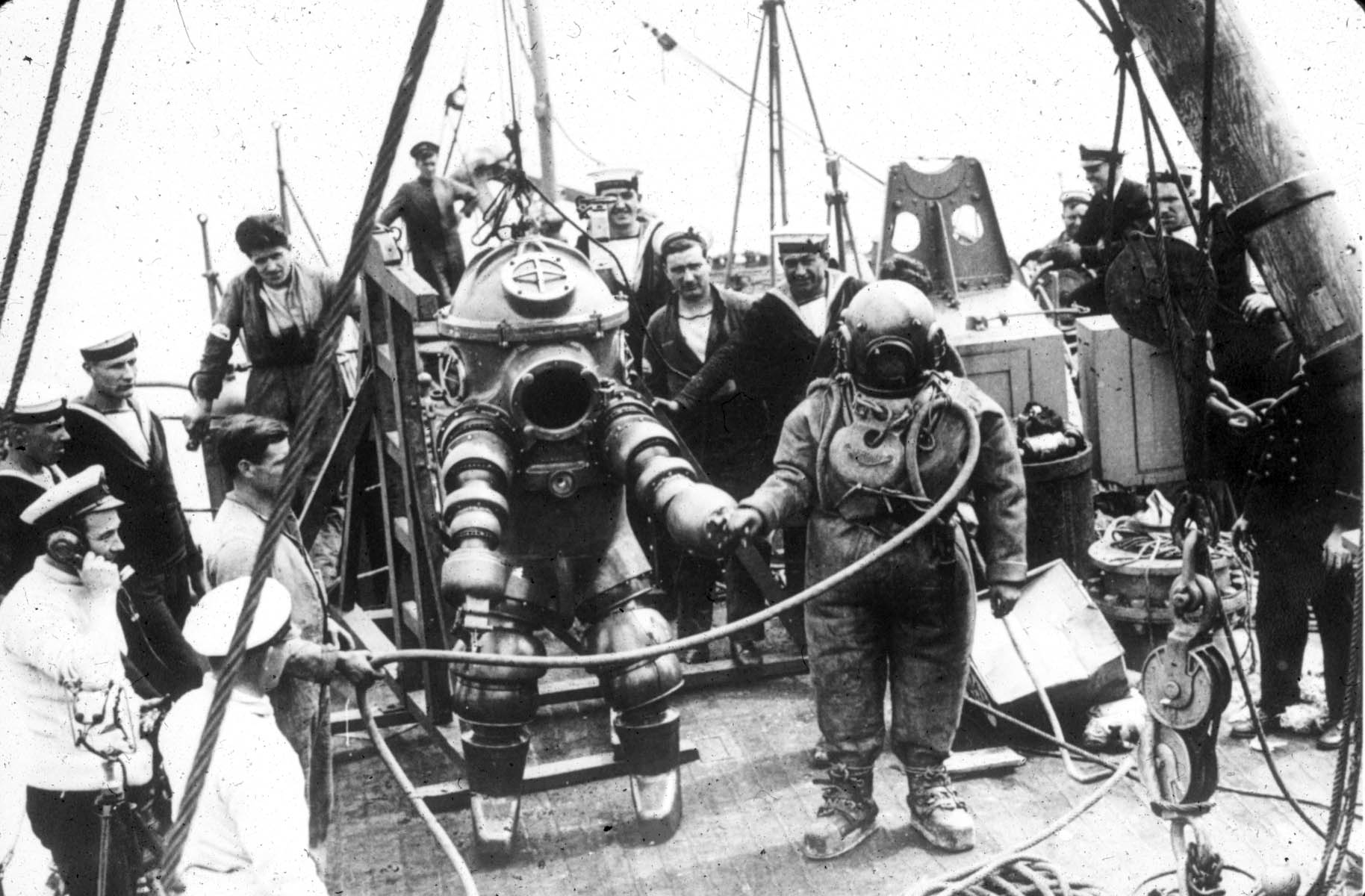
Deux scaphandriers, celui de gauche équipé du scaphandre rigide Tritonia et celui de droite en scaphandre à casque traditionnel, s'aprêtent à explorer l'épave du RMS Lusitania en 1935.
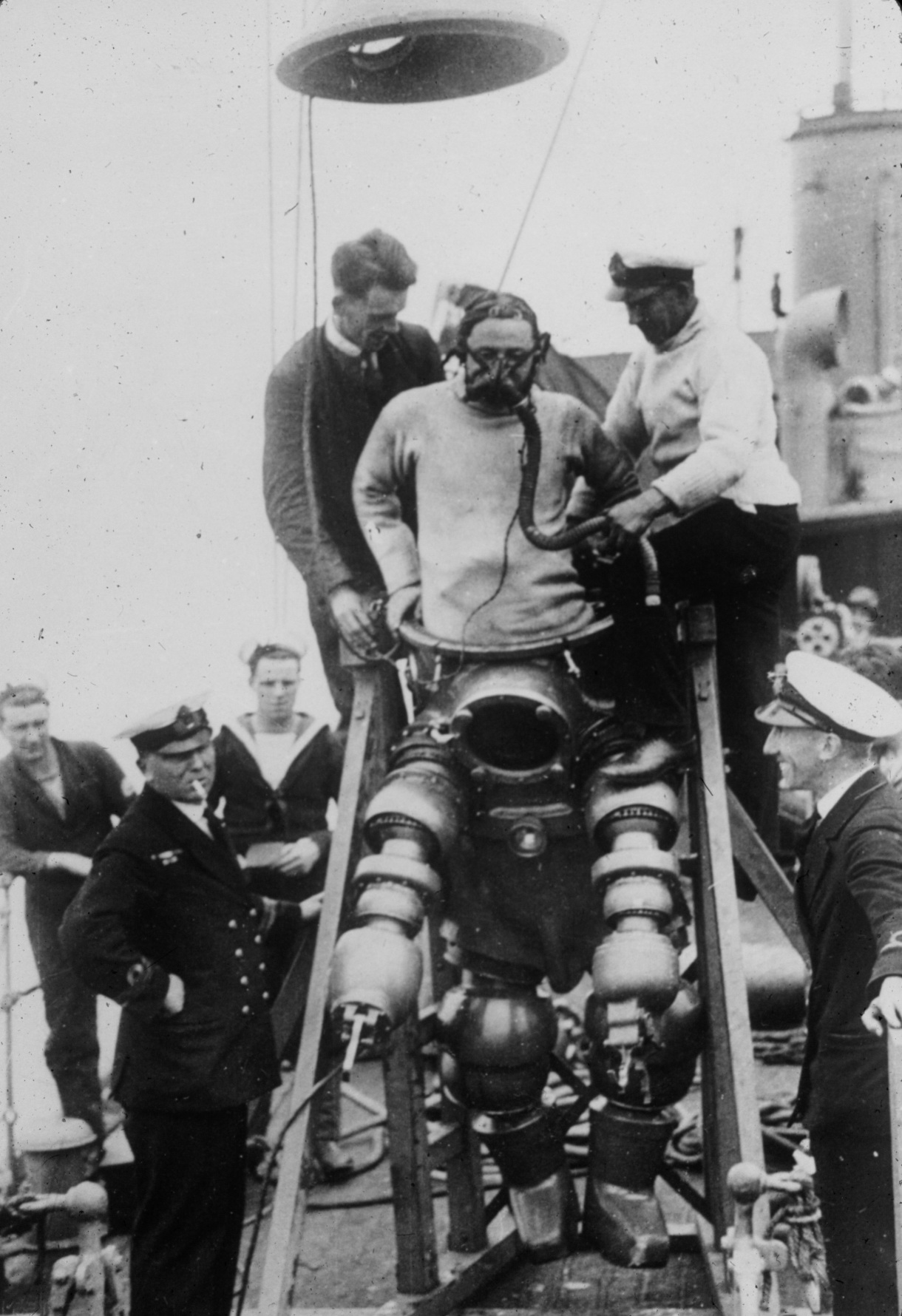
Le scaphandrier du Tritonia au moment de s'installer en son intérieur.
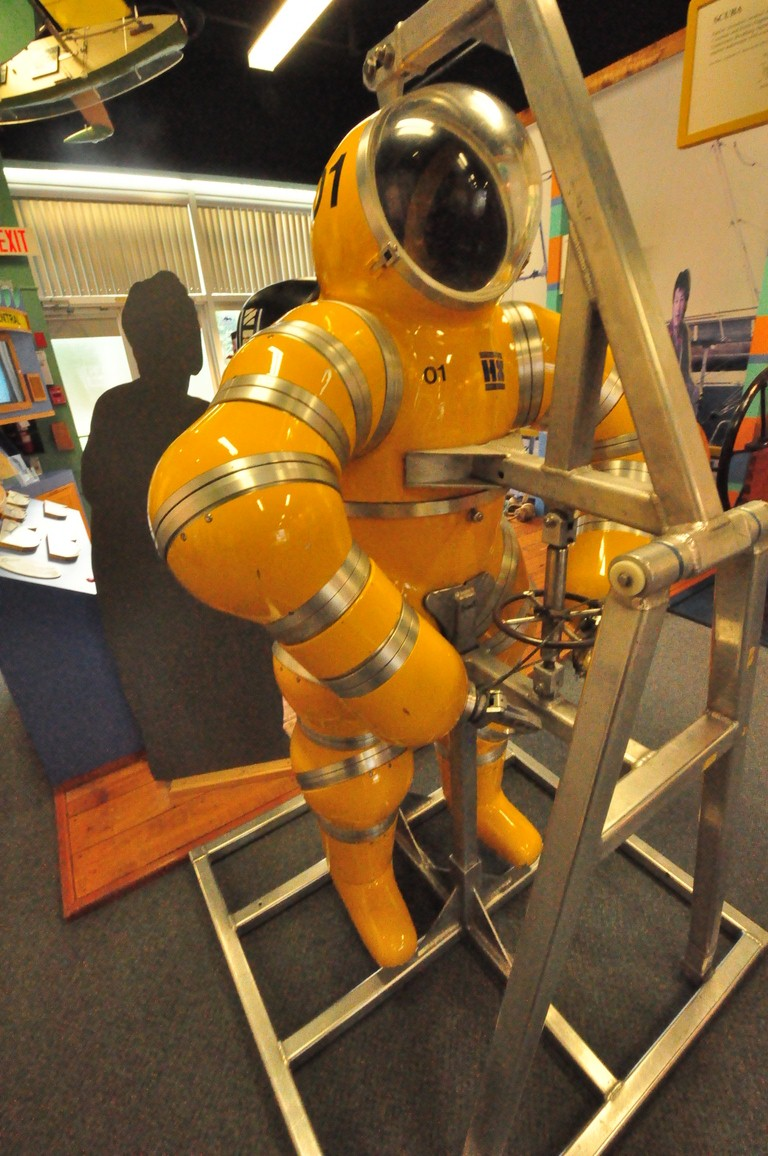
Le scaphandre Newtsuit. Capable d'opérer à des profondeurs de jusqu'à 300 mètres ce scaphandre de fabrication canadienne est l'un des plus utilisés au monde.
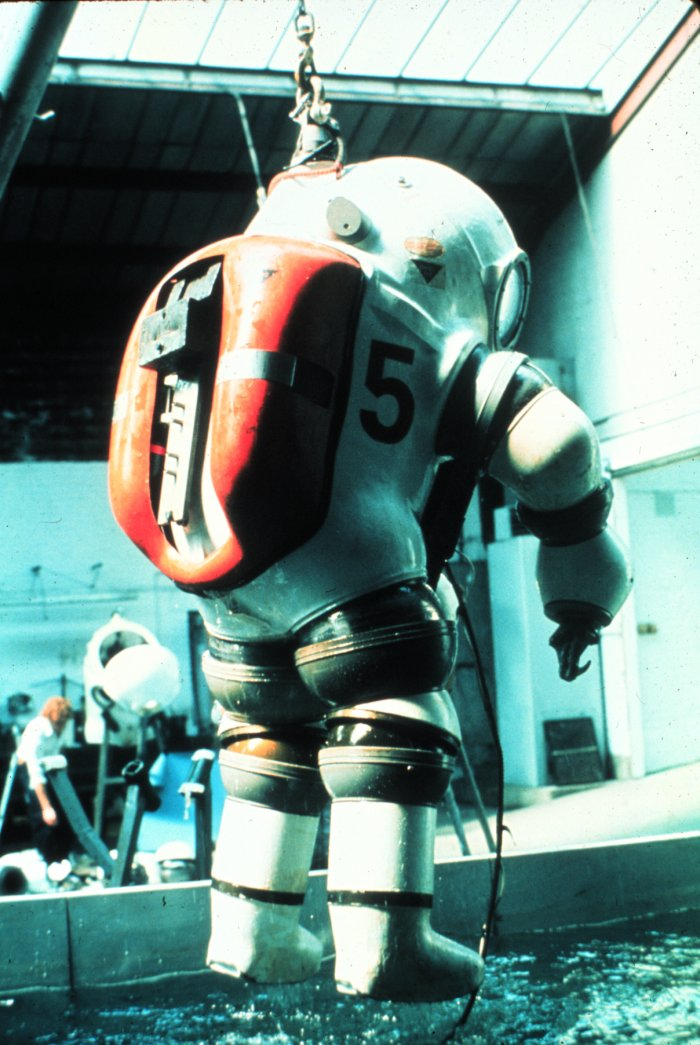
Le Jim Suit, scaphandre rigide de la Royal Navy.
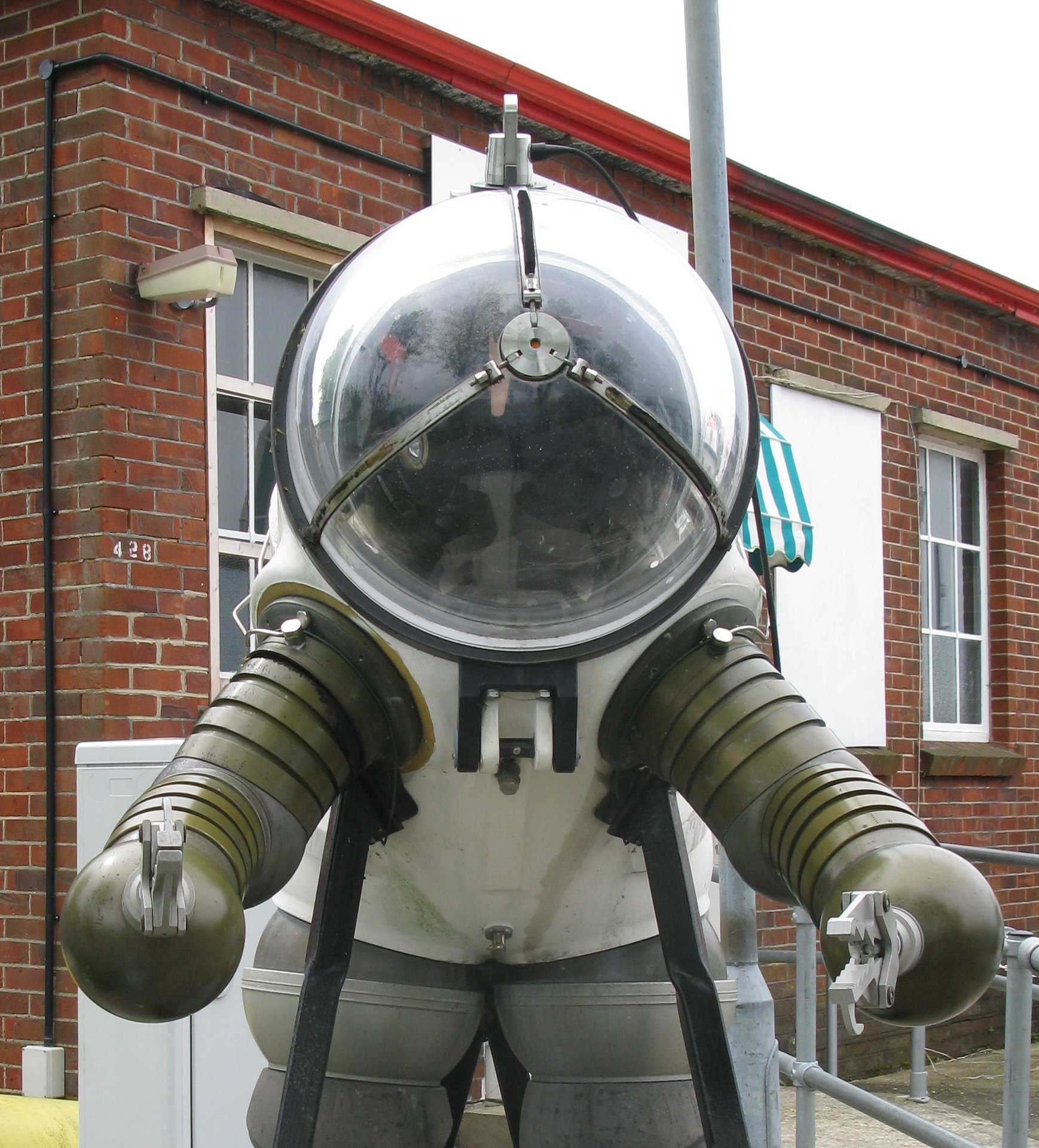
Une autre variante du Jim Suit.
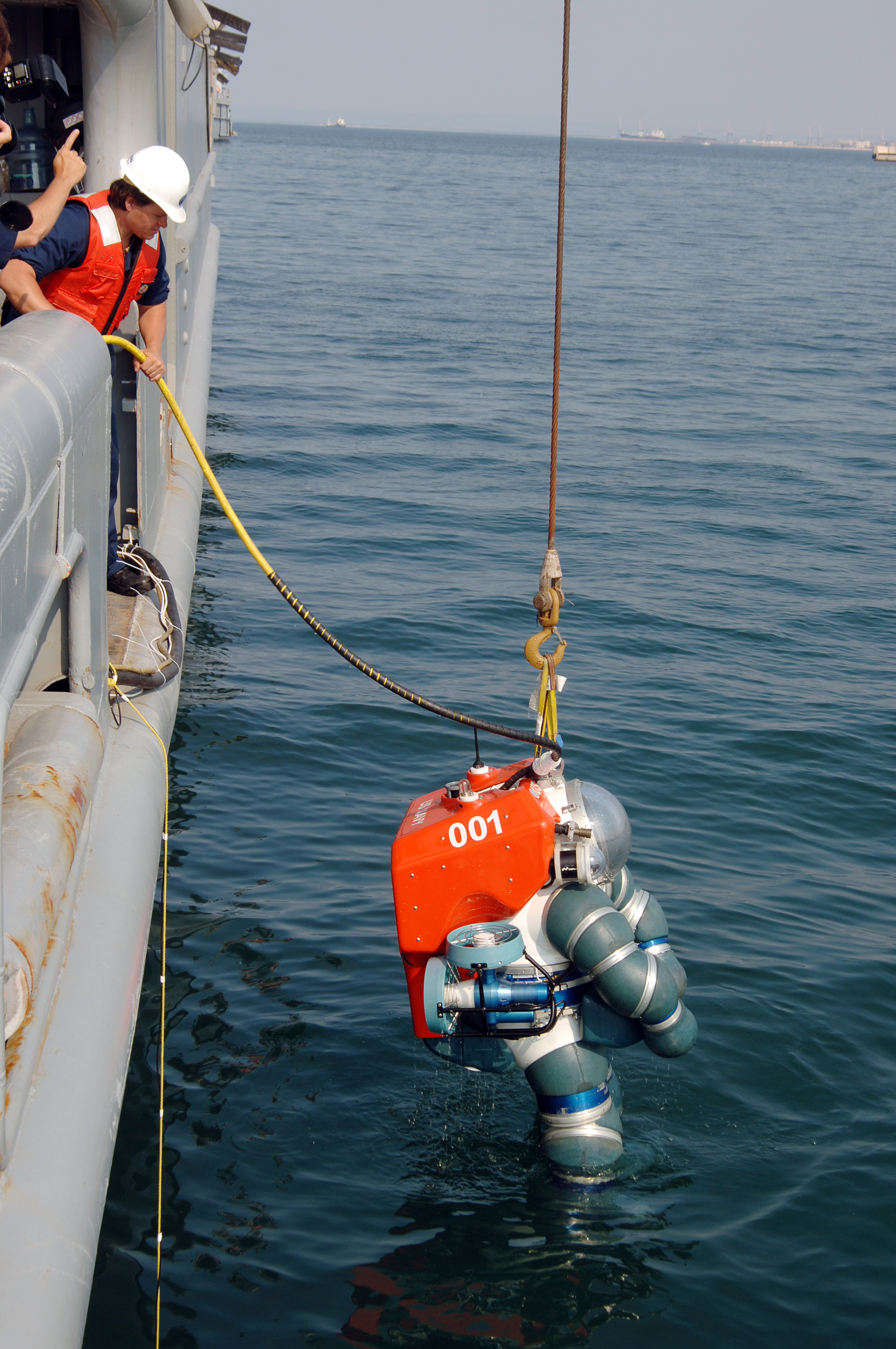
Essais en mer, en 2005, de l’ADS de la marine américaine, basé sur le scaphandre Hardsuit 2000.
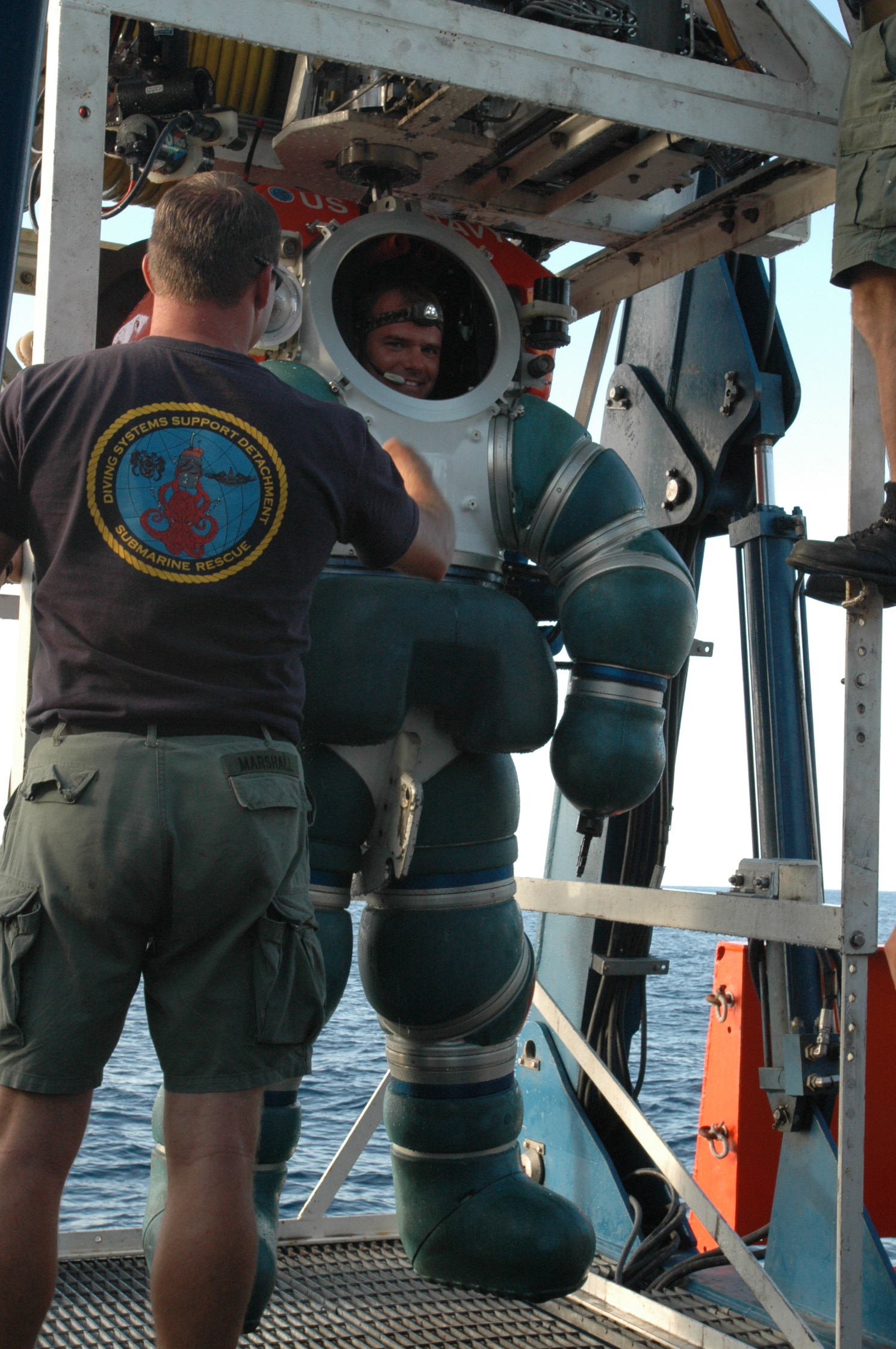
Le scaphandrier Daniel Jackson, photographié portant l’ADS (Hardsuit 2000) le 1er août 2006, jour du record de profondeur (610 mètres).